# Lakewood Country Club (Texas)
De Lakewood Country Club is een countryclub in de Verenigde Staten. De club werd opgericht in 1912 en bevindt zich in Dallas, Texas. De club beschikt over een 18-holes golfbaan en werd ontworpen door de golfbaanarchitect Ralph Plummer.

## Golftoernooien
Het eerste grote golftoernooi dat de club ontving was het Dallas Victory Open, in 1944. Het was tevens de eerste editie en die werd gewonnen door Byron Nelson. Daarnaast ontving de club ook regionale toernooien.
- Dallas Victory Open: 1944[1]